# Nephelium maingayi
Nephelium maingayi är en kinesträdsväxtart som beskrevs av William Philip Hiern. Nephelium maingayi ingår i släktet Nephelium och familjen kinesträdsväxter. Inga underarter finns listade i Catalogue of Life.